# 児玉健太郎
児玉 健太郎（こだま けんたろう、1992年1月28日 - ）は、ジャパンラグビーリーグワンNECグリーンロケッツ東葛に所属するラグビー選手。

## プロフィール
- 福岡県出身。
- ポジションはウィング(WTB)、フルバック(FB)。
- 身長 183 cm、体重 85 kg、利き足は左足
- 日本代表キャップは4。（2016年5月現在）
- 7人制日本代表に選ばれたことがある[1]。
- U20日本代表に選ばれたことがある[2]。
- 山田章仁はラグビースクール、高校、大学の先輩である
- 父親の孝広は元住友金属ギラソール所属のバレーボール選手だった[3]。

## 略歴
鞘ヶ谷ラグビースクールでラグビーを始めた。
2010年、小倉高校を卒業後、慶應義塾大学に入学。なお高校時代、高校日本代表に選ばれた。
2014年、慶應義塾大学環境情報学部を卒業後、パナソニック ワイルドナイツ（現・埼玉パナソニックワイルドナイツ）に加入。
2015年12月5日に行われたジャパンラグビートップリーグ第4節のNTTコミュニケーションズシャイニングアークス戦にて先発出場で公式戦初出場を果たす。
2016年4月30日に行われた2016年アジアラグビーチャンピオンシップ第1戦韓国戦で先発出場で日本代表初キャップを獲得し、同年7月にはスーパーラグビーのサンウルブズに追加招集された。
2017年、レベルズに加入。
2018年、神戸製鋼コベルコスティーラーズ（現・コベルコ神戸スティーラーズ）に加入。
2021年、NECグリーンロケッツ東葛に加入。